# Nicolaas Jacob Arnold van Exel
Nicolaas Jacob Arnold van Exel (Utrecht, 3 mei 1906 – Oosterbeek, 21 september 1944) was een Nederlands predikant en verzetsstrijder tijdens de Tweede Wereldoorlog. 

## Levensloop
Niek van Exel werd geboren aan de Oudegracht 218 (Tolsteegzijde) in Utrecht. Hij was het tweede kind van de winkelier Gerardus Adriaan van Exel en Goverdina Jacoba Verkouteren. Zijn zus Johanna Catherina Jacoba was tien jaar ouder. De familie was aangesloten bij de Gereformeerde kerk en de jeugdige Van Exel was actief op de  jongelingsvereniging. Later zou hij als predikant ook actief zijn in het jongerenwerk. Al vroeg in zijn leven kwam het verlangen op om predikant te worden, maar hij werd ernstig ziek in het jaar dat hij op het gymnasium eindexamen zou doen. Via een toelatingsexamen kon hij in 1926 alsnog beginnen een de studie theologie op de Vrije Universiteit in Amsterdam. Na een succesvolle studie werd hij in 1931 beroepbaar gesteld in de Gereformeerde kerken. Hij nam in hetzelfde jaar een beroep aan naar Strijen, waar hij bevestigd werd door ds. Kornelis Sietsma, die zou omkomen in Dachau. Hun beider namen staan op een plaquette voor omgekomen (oud-)studenten van de Vrije Universiteit 
In het jaar van zijn bevestiging trad Niek van Exel in het huwelijk met Maria Catharina Dekker. Samen zouden ze zes kinderen krijgen. Zijn gelijknamige zoon zou later actief worden in de Evangeliebediening als predikant en als directeur van Youth for Christ Nederland.
In 1937 nam dominee Van Exel een beroep aan naar de Gereformeerde kerk van Beekbergen. Hij bleek een goed organisator en was ook erg betrokken op evangelisatiewerk. De predikant beviel zo goed dat de gemeenteleden hem een motor cadeau deden.

## Legerpredikant
In 1939 mobiliseerde Nederland en werd Van Exel legerpredikant. Zijn standplaats werd Rhenen, waar hij een christelijk militair tehuis stichtte om de soldaten wat tot rust te laten komen en hij via dagsluitingen het Evangelie met hen kon delen. Tijdens de meidagen van 1940 zat luitenant Van Exel in de regio, waar precies de Duitse hoofdaanval plaatsvond. Hij sprak de soldaten moed in met de woorden: "Het hoofd omhoog – ook nu zijn wij in Zijn hand." Van Exel raakte gewond aan zijn voet en kwam als krijgsgevangene in een lazaret te Dorsten (Westfalen). In augustus 1940 hervatte hij zijn werkzaamheden als gemeentepredikant in Beekbergen.
De meidagen hadden veel met hem gedaan en samen met zijn ambtsbroeder dominee Joh. Gerritsen jr schreef hij het beroemd geworden boekje "Ons werk aan de Grebbe". In het boekje gaven ze niet alleen gebeurtenissen weer, maar beschreven ze ook de geloofstwijfel van veel soldaten: "Wat hebben sommige mensen toch een vreemd begrip van Gods werk in de wereld. Als alles goed gaat willen ze nog wel in Hem “geloven”, maar zo gauw dat anders wordt, wordt God de aangeklaagde."

## Verzetswerk
Van Exel raakte ook betrokken bij het verzet, maar bleef liever buiten de Landelijke Onderduik-organisatie. Hij zocht zelf onderdak voor onderduikers, waarbij zijn voormalige contacten uit het leger erg waardevol waren. In Beekbergen bracht hij ook vier Joodse Nederlanders onder: het echtpaar Rosenbach uit Amsterdam, alsmede Iseder en Lina de Winter uit Apeldoorn.
In februari 1944 vertrok het gezin Van Exel naar hun derde gemeente. Op 20 februari deed ds. Van Exel intrede in de Gereformeerde Kerk aan de Jacobaweg in Oosterbeek.
Het gezin Van Exel betrok de pastorie aan de Schelmseweg 12. In Oosterbeek ging hij door met zijn verzetswerk, maar ook met zijn proefschrift, dat hij op 15 september voltooide. Het zou postuum worden uitgebracht in 1947 onder de titel: "Het oorlogsprobleem, dogmatisch-ethische studie over christendom en oorlog" (Amsterdam, Spruyt, 1947)

## Overlijden
Tijdens de slag om Arnhem hielp hij de gewonden en bracht hij eten naar de Britse soldaten. Op 20 september 1944 moest hij schuilen in de schuilkelder wegens zware bombardementen. Op 21 september 1944 dacht hij dat het rustig genoeg was om de schuilkelder te verlaten en noodzakelijke boodschappen te doen. Hij werd getroffen door een granaat, waarvan niet duidelijk is of die van Britse of Duitse zijde afkomstig was. Hij stierf ter plekke. Zijn kompaan Gerrit Maas werd eveneens getroffen en zou een dag later overlijden.
Van Exel kreeg een tijdelijk oorlogsgraf en werd op 20 oktober 1945 herbegraven op de algemene begraafplaats in Oosterbeek. Hij rust in graf A383 op de algemene begraafplaats Zuid.
Na de oorlog is de weduwe met haar gezin op Mariënbergweg 17 te Oosterbeek gaan wonen. Ook heeft ze de eerste steen van de nieuwe kerk in Oosterbeek gelegd, omdat de oude kerk helemaal verwoest was.